# 赤倉溫泉車站
赤倉溫泉車站 （日语：／ Akakura-onsen eki */?）是一由東日本旅客鐵道（JR東日本）所經營的鐵路車站，位於日本山形縣最上郡最上町，是JR東日本陸羽東線沿線的一座無人車站，於1917年11月1日啟用。赤倉溫泉車站位於JR東日本仙台支社的管轄範圍內，由新庄車站負責管理。

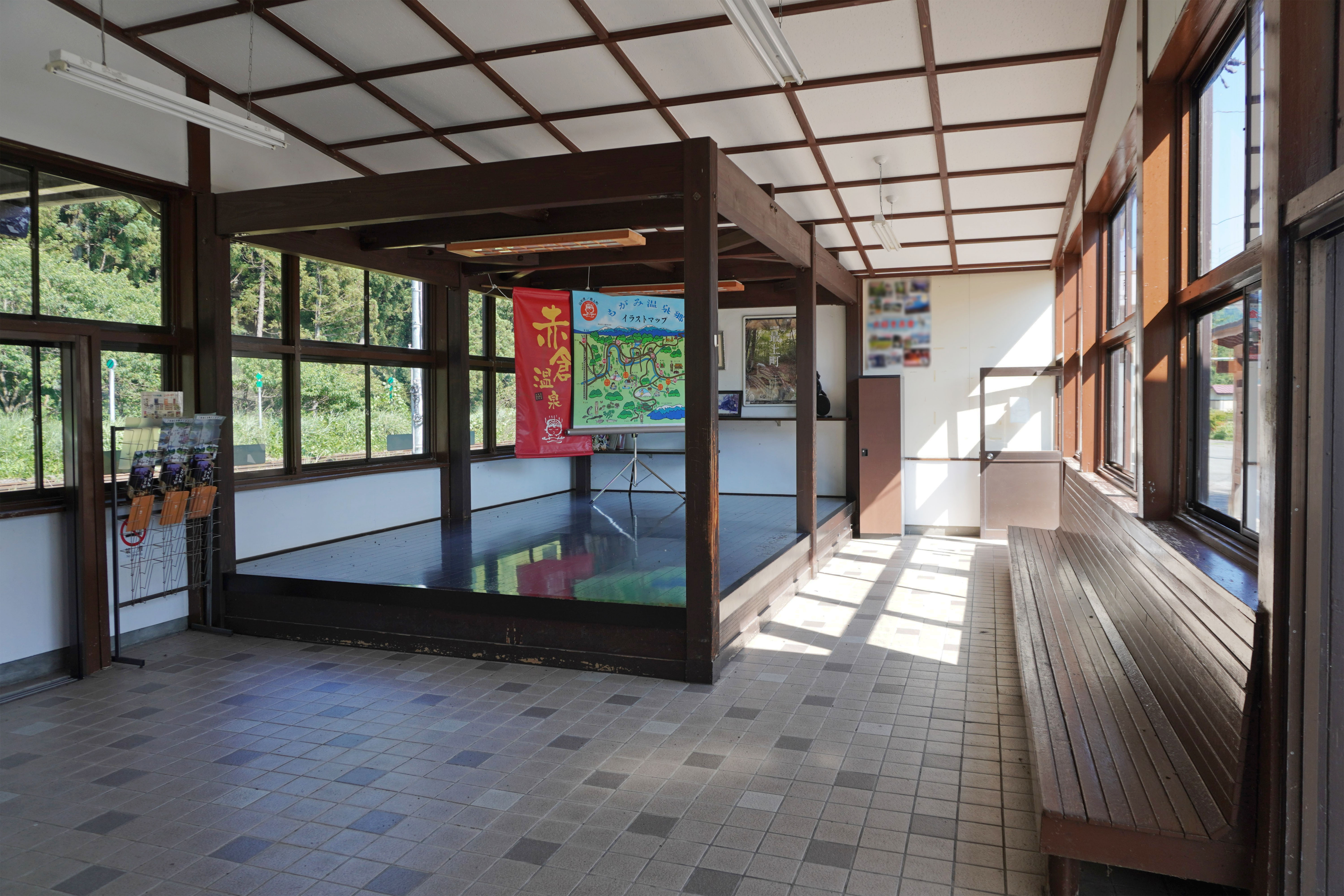
車站內部(2023年7月)

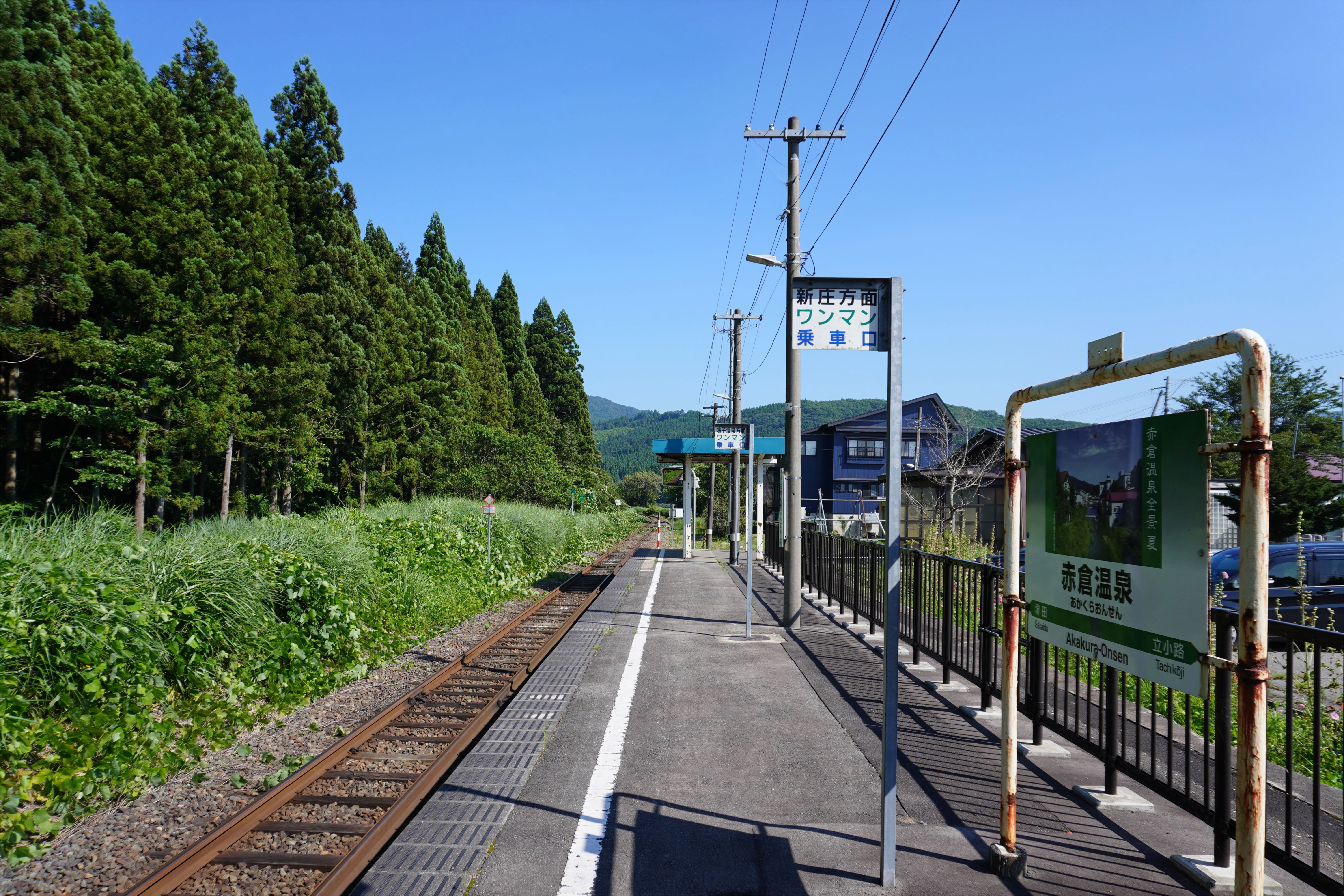
月台(2023年7月)

## 車站結構
赤倉溫泉車站是一個僅設有一座側式月台一條乘車線的小型車站，在過去此站原是島式月台兩條路線的設計，但供列車交會用的相關設施與路線已於1983年時撤去，目前列車行駛的是過去的上行線。
赤倉溫泉車站緊鄰國道47號（北羽前街道），鐵路與國道大致平行，在車站南側的國道旁是主要住宅區與商店街分佈的地帶。雖然車站名為「赤倉溫泉」，但赤倉溫泉的溫泉街實際上位於車站以南數公里處，需透過其他交通工具接駁無法自車站直接步行抵達。
該站在1917年初設時，原名富澤，1952年時改名羽前赤倉，今日的站名則是在1999年時，為了強化鄰近地區的觀光形象而再次更改。

## 相鄰車站
東日本旅客鐵道
■陸羽東線
堺田－赤倉溫泉－立小路

## 外部連結
- 赤倉溫泉車站（JR東日本） （页面存档备份，存于）（日語）

38°43′49.53″N 140°33′13.35″E / 38.7304250°N 140.5537083°E